# Federación Panameña de Baloncesto
La Federación Panameña de Baloncesto (FEPABA) es el organismo que rige las competiciones de clubes y la Selección nacional de Panamá. Durante gran parte del año 2013, la federación estuvo sancionada por problemas dirigenciales, impidiendo que clubes o selecciones nacionales, participarán en torneos FIBA. A principios del año 2014, FIBA levanta la suspensión a la federación, poniendo fin a un periodo tormentoso para el baloncesto panameño.
El 18 de abril de 2015, se efectuaron las elecciones para reemplazar al Ing. Porfirio Ellis, que previamente, había desistido de correr por la reelección el 17 de abril, presentándose, solamente una nómina, encabezada por el ex canastero Jair Peralta, resultando ganador, es designado como el nuevo presidente de la FEPABA.

## Registros
Actualmente, existen 7 franquicias registrados:
- Toros de Chiriquí.
- Club Deportivo Panteras.
- Universitarios del West.
- Caballos de Coclé.
- Correcaminos de Colón.
- Atlético Nacional de Panamá.
- Dragones de Don Bosco

## Junta Directiva

### Junta directiva 2023-2026
- Presidente: Abdiel Blanco
- Vicepresidente Milciades Aldeano Dortai
- Secretario General: Víctor Álvarez
- Tesorero: Josue Paz Expósito
- Fiscal: Osvaldo Hernández
- Vocales: Eduardo Paz, Álvaro Crespo.

Junta Directiva FEPABA

## Presidentes
| Presidente    | Periodo     |
| ------------- | ----------- |
| Jair Peralta  | 2015 - 2018 |
| Jair Peralta  | 2018 - 2023 |
| Abdiel Blanco | 2023 - 2026 |